# Mistrovství světa v ledním hokeji 1979
46. mistrovství světa  a 57. mistrovství Evropy v ledním hokeji probíhalo ve dnech 14. - 27. dubna 1979 v Moskvě v Sovětském svazu.

## Herní systém
Pro toto MS byl vytvořen nový model, bohužel dost komplikovaný, takže nenašel velkou odezvu ani u hráčů, ani u diváků. Osm týmů bylo rozděleno do dvou skupin, v nichž se utkal každý s každým. První dva týmy v tabulce pak postoupily do finálové skupiny, zbylé dva se přesunuly do skupiny o udržení. V obou těchto skupinách se všechny týmy utkaly dvakrát každý s každým, přičemž jeden vzájemný výsledek, které si dva týmy přinesly ze základní části, se započítával. Vítězný tým z finálové skupiny slavil titul mistra světa, poslední ze skupiny o udržení sestoupil do Skupiny B. Názor na tento systém asi nejlépe vyjádřil výrok švédského trenéra Hanse "Viruse" Lindberga: "Šampionát bez zápasu Švédsko - Finsko není žádné mistrovství světa!"

## Postřehy a překvapení
Do sovětské metropole se šampionát stěhoval teprve potřetí ve své historii. V živé paměti byl ještě dominantní výkon domácí "sborné" před šesti lety, ale jen málokdo čekal, že tentokrát bude ještě výraznější. Prvním překvapením byla těsná výhra SSSR nad celkem Německa, která však překvapivě prospěla domácím hráčům. Od té chvíle soupeře válcovali stylem, který se občas nazývá "vražděním neviňátek". Asi druhým největším překvapením, ne-li šokem, byl vzájemný zápas dvou odvěkých rivalů SSSR a ČSSR, ve kterém Československo prohrálo rozdílem deseti branek! Což o to, takoví Švédové už párkrát dvoucifernou porážku zažili, ale u ČSSR to opravdu nebylo zvykem. Vůbec o dvouciferné výsledky zde nebyla nouze - ČSSR například v odvetném utkání poprvé v historii vzájemných zápasů zatížila čeřen Kanady "desítkou".

Novinkou bylo i vyhlašování nejlepších hráčů daného utkání bezprostředně po zápase před interpretací hymny vítěze. Zrovna tak direktoriát IIHF se tentokrát nespokojil s tradičním vyhlášením nejlepších hráčů na každý post a jmenoval rovnou celou pětici, jakousi "úřední" obdobu novinářského all-stars týmu.

## Průběh šampionátu
Obě základní skupiny měly dva jasné favority na postup, kteří také prognózy naplnili. Jak už bylo řečeno, Sověti se nečekaně zapotili s Německem, naši hráči zase nenašli recept na americkou tvrdost a vyválčili pouze remízu. Mrzet nás to ale příliš nemuselo, protože tento výsledek se stejně nezapočítával. Ve finálové skupině se už naplno rozjela "sovětská mašina". Po milosrdném vítězství nad Kanadou nastřílela v následujících dvou zápasech 22 branek! O titulu bylo rozhodnuto, šlo jen o kovy další, k nimž vedl klíč přes vzájemné utkání československých a švédských hokejistů. Náš celek, jenž přivezl na šampionát devět nováčků, nakonec vyválčil stříbro, ale byl to poněkud hořký úspěch. V týmu už nevládla taková pohoda a soudržnost jako v předchozích letech, problémy se hromadily a posléze i měly vliv na neúspěch na OH 1980. Švédové si bronz vybojovali díky remíze v první zápase s námi, ke konci turnaje už jim docházely síly. Kanada tak musela přijmout odvetu za loňské mistrovství, kde právě Tre Kronor přehrála. Doplatila opět na fakt, že v týmu nemohla mít kvalitnější hráče, vlastně jedinou větší hvězdou byl útočník Marcel Dionne z Los Angeles Kings.
Ve skupině o udržení bylo jasné, že sestupem jsou nejvíce ohroženi Poláci, což se také potvrdilo, ačkoliv houževnatě bojující tým ještě v základní skupině dokázal potrápit Švédy, sahal po úspěchu v duelu s Finskem, ale protože nevyhrál ani jedno utkání, nemohl dopadnout lépe. Finové potvrdili svou převahu, i když tentokrát nedokázali zahrát proti Američanům.

## Výsledky a tabulky

### Skupina A
|    |         | URS | SWE | GER | POL | V | R | P | Skóre | B |
| 1. | SSSR    | *** | 9:3 | 3:2 | 7:0 | 3 | 0 | 0 | 19:5  | 6 |
| 2. | Švédsko | 3:9 | *** | 7:3 | 6:5 | 2 | 0 | 1 | 16:17 | 4 |
| 3. | SRN     | 2:3 | 3:7 | *** | 3:3 | 0 | 1 | 2 | 8:13  | 1 |
| 4. | Polsko  | 0:7 | 5:6 | 3:3 | *** | 0 | 1 | 2 | 8:16  | 1 |

 Švédsko -  SRN 	7:3 (2:1, 3:0, 2:2)
14. dubna 1979 (18:00) – Moskva (Dvorec sporta Lužniki)

Branky Švédska: 13:36 Rolf Edberg, 14:57 Ulf Weinstock, 21:43 Lars-Erik Ericsson, 30:59 Bengt-Ake Gustafsson, 33:22 Mats Näslund, 55:46 Tomas Jonsson, 56:28 Lennart Norberg.

Branky SRN: 10:54 Hermann Hinterstocker, 42:02 Holger Meitinger, 46:59 Vladimir Vacatko.

Rozhodčí: Gregg Madill (CAN) – Luděk Exner (TCH), László Schell (HUN)

Vyloučení: 7:9 (1:1, 3:0)

Diváků: 12 000
 SSSR -  Polsko	7:0 (2:0, 1:0, 4:0)
14. dubna 1979 (22:00) – Moskva (Dvorec sporta Lužniki)

Branky SSSR: 9:48 Sergej Babinov, 13:07 Alexandr Skvorcov, 39:33 Alexandr Skvorcov, 45:35 Vladimir Petrov, 48:25 Alexander Golikov, 51:27 Valerij Charlamov, 57:50 Sergej Kapustin.

Rozhodčí: Jim Neagles – Robert Luther (USA), Lasse Vanhanen (FIN)

Vyloučení: 8:4 (0:0, 2:0)

Diváků: 13 000
SSSR: Treťjak - Cygankov, Lutčenko, Vasiljev, Babinov, Biljaletdinov, Pěrvuchin - Michajlov, Petrov, Charlamov - Balderis, Žluktov, Kapustin - Makarov, V. Golikov, A. Golikov - Skvorcov, Lebeděv, Jakušev.
Polsko: Wojtynek - A. Chowaniec, A. Słowakiewicz, Marcinczak, Potz, Iskrycki, Gruth, Janiszewski - Ziętara, L. Tokarz, S. Chowaniec - Jobczyk, Kokoszka, Zabawa - Szeja, Jaskierski, Pytel - Obłój, Malysiak.
 SSSR -  SRN 	3:2 (2:0, 1:2, 0:0)
15. dubna 1979 (18:00) – Moskva (Dvorec sporta Lužniki)

Branky SSSR: 9:27 Vladimir Petrov, 14:28 Viktor Žluktov, 35:13 Valerij Charlamov.

Branky SRN: 30:50 Vladimir Vacatko, 39:12 Hans Zach.

Rozhodčí: Ulf Lindgren – Christer Karlsson (SWE), Robert Luther (USA)

Vyloučení: 8:7 (1:1) + Jurij Lebeděv na 10 min.

Diváků: 13 500
SSSR: Treťjak - Cygankov, Lutčenko, Vasiljev, Babinov, Biljaletdinov, Pěrvuchin - Michajlov, Petrov, Charlamov - Balderis, Žluktov, Kapustin - Makarov, V. Golikov, A. Golikov - Skvorcov, Gimajev, Jakušev.
NSR: Suttner - Kießling, Krüll, Murray, Auhuber, Berndaner, Scharf - Kuhl, Vacatko, Philipp - M. Hinterstocker, Funk, Egen - Reindl, Zach, H. Hinterstocker - Müller, G. Truntschka, Meitinger.
 Švédsko -  Polsko		6:5 (2:1, 3:2, 1:2)
15. dubna 1979 (20:30) – Moskva (Zimnij stadion CSKA)

Branky Švédska: 17:15 Mats Näslund, 17:43 Inge Hammarström, 20:08 Bengt-Ake Gustafsson, 30:37 Leif Holmgren, 33:49 Per Lundqvist, 52:26 Rolf Edberg

Branky Polska: 2:36 Walenty Ziętara, 35:51 Henryk Janiszewski, 38:09 Stefan Chowaniec, 46:20 Wiesław Jobczyk, 55:37 Andrzej Iskrzycki.

Rozhodčí: Viktor Dombrovskij – Jurij Smirnov (URS), Hans Bergmüller (GER)

Vyloučení: 8:4 (0:2, 0:1) + Lars-Erik Ericsson – Henryk Janiszewski 10 min.

Diváků: 7 000
 SRN -  Polsko		3:3 (1:0, 2:1, 0:2)
17. dubna 1979 (17:00) – Moskva (Zimnij stadion CSKA)

Branky SRN: 9:11 Holger Meitinger, 25:28 Udo Kießling, 38:07 Uli Egen.

Branky Polska: 31:12 Henryk Janiszewski, 44:26 Andrzej Malysiak, 44:49 Mieczysław Jaskierski.

Rozhodčí: Viktor Dombrovskij – Jurij Smirnov (URS), László Schell (HUN)

Vyloučení: 5:4 (1:0)

Diváků: 2 500
 SSSR -  Švédsko 	9:3 (3:0, 3:1, 3:2)
17. dubna 1979 (21:30) - Moskva (Dvorec sporta Lužniki)

Branky SSSR: 5:05 Boris Michajlov, 10:28 Helmuts Balderis, 13:55 Valerij Charlamov, 29:17 Helmuts Balderis, 30:44 Valerij Vasiljev, 38:21 Zinetula Biljaletdinov, 44:28 Vladimir Golikov, 45:00 Alexander Jakušev, 59:17 Gennadij Cygankov.

Branky Švédska: 25:51 Dan Labraaten, 48:30 Per Lundqvist, 54:34 Inge Hammarström.

Rozhodčí: Gregg Madill (CAN) – Lasse Vanhanen (FIN), Robert Luther (USA)

Vyloučení: 5:3 (2:2)

Diváků: 13 500
SSSR: Treťjak - Cygankov, Lutčenko, Vasiljev, Babinov, Biljaletdinov, Pěrvuchin - Michajlov, Petrov, Charlamov - Balderis, Žluktov, Kapustin - Makarov, A. Golikov, V. Golikov - Skvorcov, Gimajev, Jakušev.
Švédsko: Lindbergh - Jonsson, Weinstock, T. Eriksson, S. Andersson, Svensson, Waltin, Nänsén - Gustafsson, Holmgren, Näslund - Lundqvist, Wallin, R. Lindström - Hammarström, Edberg, Labraaten - L.-E. Eriksson, H. Eriksson.

### Skupina B
|    |        | TCH | CAN | USA | FIN | V | R | P | Skóre | B |
| 1. | ČSSR   | *** | 4:1 | 2:2 | 5:0 | 2 | 1 | 0 | 11:3  | 5 |
| 2. | Kanada | 1:4 | *** | 6:3 | 5:4 | 2 | 0 | 1 | 12:11 | 4 |
| 3. | USA    | 2:2 | 3:6 | *** | 1:1 | 0 | 2 | 1 | 6:9   | 2 |
| 4. | Finsko | 0:5 | 4:5 | 1:1 | *** | 0 | 1 | 2 | 5:11  | 1 |

 Československo -  Finsko 	5:0 (2:0, 1:0, 2:0)
14. dubna 1979 (14:30) – Moskva (Dvorec sporta Lužniki)	

Branky a nahrávky Československa: 2:35 Jiří Novák (Bohuslav Ebermann), 11:41 Vladimír Martinec (Libor Havlíček, Milan Chalupa), 24:35 Peter Šťastný (Marián Šťastný, Jiří Bubla), 59:14 Anton Šťastný (Ivan Hlinka, Peter Šťastný), 59:39 Milan Figala (Anton Šťastný).

Rozhodčí: Wilhelm Edelmann (GER) – Alexander Zagórski (POL), Christer Karlsson (SWE)

Vyloučení: 3:4 (2:0)

Diváků: 12 000
ČSSR: Jiří Králík – Jiří Bubla, Vítězslav Ďuriš, Milan Kužela, Jozef Bukovinský, Milan Chalupa, Miroslav Dvořák, Milan Figala – Libor Havlíček, Ivan Hlinka, Jaroslav Pouzar – Peter Šťastný, Marián Šťastný, Anton Šťastný – Vladimír Martinec, Jiří Novák, Bohuslav Ebermann.
Finsko: Antero Kivela – Pekka Marjamäki, Lasse Litma, Timo Nummelin, Reijo Ruotsalainen, Pertti Valkeapää, Hannu Haapalainen – Jukka Porvari, Pertti Koivulahti, Antero Lehtonen – Juhani Tamminen, Seppo Repo, Jukka Koskilahti – Mikko Leinonen, Jouni Rinne, Matti Rautianinen – Tapio Koskinen, Velli Matti Ruisma, Seppo Ahokainen.
 Kanada -  USA 	6:3 (2:1, 2:2, 2:0)
14. dubna 1979 (17:00) – Moskva (Zimnij stadion CSKA)

Branky Kanady: : 9:22 Dennis Maruk, 16:32 Wilf Paiement, 26:22 Ryan Walter, 35:07 Wilf Paiement, 42:29 Brad Maxwell, 57:18 Wilf Paiement.

Branky USA: 15:41 Phil Verchota, 22:55 Rob McClanahan, 27:19 Phil Verchota.

Rozhodčí: Viktor Dombrovskij – Jurij Smirnov, Anatolij Barinov (URS)

Vyloučení: 5:4 (1:0)

Diváků: 6 000
 USA -  Finsko 	1:1 0:1, 0:0, 1:0)
15. dubna 1979 (14:30) – Moskva (Dvorec sporta Lužniki)

Branky USA: 45:09 Joe Mullen.

Branky Finska: 10:28 Matti Rautianinen.

Rozhodčí: Vladimír Šubrt – Luděk Exner (TCH), Jurij Smirnov (URS)

Vyloučení: 6:3

Diváků: 13 500
 Československo -  Kanada 	4:1 (2:0, 1:0, 1:1)
15. dubna 1979 (21:30) – Moskva (Dvorec sporta Lužniki)	

Branky a nahrávky Československa: 3:55 Ivan Hlinka (Jiří Bubla), 12:56 Vítězslav Ďuriš, 32:51 Bohuslav Ebermann (Milan Chalupa), 56:52 Jiří Bubla (Peter Šťastný).

Branky a nahrávky Kanady: 44:29 Steve Payne (Wilf Paiement).

Rozhodčí: Karl-Gustav Kaisla – Lasse Vanhanen (FIN), László Schell (HUN)

Vyloučení: 5:5 (1:0)

Diváků: 13 500
ČSSR: Jiří Králík – Jiří Bubla, Vítězslav Ďuriš, Milan Figala, Milan Kužela, Milan Chalupa, Miroslav Dvořák – Libor Havlíček, Ivan Hlinka, Jaroslav Pouzar – Peter Šťastný, Marián Šťastný, Anton Šťastný – Vladimír Martinec, Milan Nový, Bohuslav Ebermann - Ladislav Svozil.
Kanada: Ed Staniowski – Trevor Johansen, Rick Green, Brad Maxwell, Greg Smith, Dave Shand, Brad Marsh - Al McAdam, Bobby Smith, Steve Payne – Marcel Dionne, Dennis Maruk, Garry Unger – Paul Woods, Dale McCourt, Nick Libett – Wilf Paiement, Guy Charron, Ryan Walter.
 Kanada -  Finsko 	5:4 (1:1, 3:1, 1:2)
17. dubna 1979 (14:30) – Moskva (Dvorec sporta Lužniki)

Branky Kanady: 16:54 Wayne Babych, 27:32 Marcel Dionne, 32:58 Brad Marsh, 34:10 Guy Charron, 58. Trevor Johansen.

Branky Finska: 5:13 Antero Lehtonen, 22:07 Pekka Rautakallio, 46:46 Juhani Tamminen, 49:03 Timo Nummelin.

Rozhodčí: Jim Neagles (USA) - Luděk Exner (TCH), Christer Karlsson (SWE)

Vyloučení: 5:4 (0:1, 0:1)

Diváků: 13 000
 Československo -  USA 	2:2 (1:1, 1:1, 0:0)
17. dubna 1979 (18:00) – Moskva (Dvorec sporta Lužniki)

Branky a nahrávky Československa: 9:19 Jaroslav Pouzar (Libor Havlíček, Ivan Hlinka), 31:33 Jaroslav Pouzar (Ivan Hlinka, Libor Havlíček).

Branky a nahrávky USA: 13:13 Graig Sarner (Jack Brownshilde, Graig Patrick), 30:05 Steve Christoff (Rob McClanahan).

Rozhodčí: Wilhelm Edelmann (GER) – Alexander Zagórski (POL), Anatolij Barinov (URS)

Vyloučení: 3:1 (1:0) + Brownschidle 5 min.

Diváků: 13 000
ČSSR: Marcel Sakáč - Jiří Bubla, Vítězslav Ďuriš, Milan Chalupa, Jozef Bukovinský, František Kaberle, Miroslav Dvořák – Libor Havlíček, Ivan Hlinka, Jaroslav Pouzar – Peter Šťastný, Marián Šťastný, Anton Šťastný – Miroslav Fryčer, Jiří Novák, Ladislav Svozil – Bohuslav Ebermann, Milan Nový.
USA: Jim Craig – Jack O'Callahan, Jack Brownschilde, Les Auge, Don Jackson, Wally Olds], Bill Baker – Dan Bolduc, Graig Sarner, Graig Patrick – Rob McClanahan, Steve Christoff, Phil Verchota – Bob Collyard, Curt Bennett, Jim Korn – Eric Strobel, Joe Mullen.

### Finále
|    |         | URS  | TCH  | SWE  | CAN  | V | R | P | Skóre | B  |
| 1. | SSSR    | ***  | 11:1 | 9:3* | 5:2  | 6 | 0 | 0 | 51:12 | 12 |
| 2. | ČSSR    | 1:6  | ***  | 3:3  | 4:1* | 3 | 1 | 2 | 25:30 | 7  |
| 3. | Švédsko | 3:11 | 3:6  | ***  | 5:3  | 1 | 1 | 4 | 20:38 | 3  |
| 4. | Kanada  | 2:9  | 6:10 | 6:3  | ***  | 1 | 0 | 5 | 20:36 | 2  |

- s hvězdičkou = zápasy ze základní skupiny.

 Československo -  Švédsko 	3:3 (0:1, 1:2, 2:0)
19. dubna 1979 (17:00) – Moskva (Dvorec sporta Lužniki)

Branky a nahrávky Československa: 23:47 Jaroslav Pouzar (Ivan Hlinka, Vítězslav Ďuriš), 40:43 Ladislav Svozil (Jiří Bubla), 53:46 Milan Figala (Peter Šťastný).

Branky a nahrávky Švédska: 14:55 Bengt-Ake Gustafsson (Mats Näslund, Thomas Jonsson), 29:40 Leif Holmgren (Bengt-Åke Gustafsson, Mats Näslund), 31:37 Tomas Wallin (Dan Labraaten).

Rozhodčí: Jim Neagles – Robert Luther (USA), Anatolij Barinov (URS)

Vyloučení: 4:3 (0:1)

Diváků: 13 500
ČSSR: Jiří Králík – Jiří Bubla, Vítězslav Ďuriš, Milan Figala, Milan Kužela, Milan Chalupa, Miroslav Dvořák – Libor Havlíček, Ivan Hlinka, Jaroslav Pouzar – Peter Šťastný, Marián Šťastný, Anton Šťastný – Vladimír Martinec, Jiří Novák, Bohuslav Ebermann – Ladislav Svozil, Milan Nový.
Švédsko: Per Lindbergh – Tomas Jonsson, Ulf Weinstock, Leif Svensson, Mats Waltin, Tomas Eriksson, Sture Andersson – Bengt-Ake Gustafsson, Leif Holmgren, Mats Näslund – Inge Hammarström, Tomas Wallin, Dan Labraaten - Per Lundqvist, Håkan Eriksson, Bengt Lundholm.
 SSSR -  Kanada 	5:2 (2:0, 1:1, 2:1)
19. dubna 1979 (20:30) – Moskva (Dvorec sporta Lužniki)

Branky SSSR: 12:32 Sergej Makarov, 15:19 Zinetula Biljaletdinov, 29:01 Vladimir Petrov, 44:25 Alexander Jakušev, 51:42 Vladimir Petrov.

Branky Kanady: 23:07 Al McAdam, 41:18 Bobby Smith.

Rozhodčí: Wilhelm Edelmann (GER) – Christer Karlsson (SWE), László Schell (HUN)

Vyloučení: 1:5

Diváků: 13 500
SSSR: Treťjak – Cygankov, Lutčenko, Vasiljev, Babinov, Biljaletdinov, Pěrvuchin – Michajlov, Petrov, Charlamov – Balderis, Žluktov, Kapustin – Makarov, Vladimir Golikov, Alexander Golikov – Jakušev, Lebeděv, Gimajev.
Kanada: Rutherford – Greg Smith, Maxwell, Shand, Picard, Johansen, Green – Paiement, Charron, Walter – Dionne, Woods, Libett – Bobby Smith, Al McAdam, Payne – Babych, Maruk, Unger.
 Švédsko -  Kanada 	5:3 (0:1, 4:2, 1:0)
21. dubna 1979 (17:00) – Moskva (Dvorec sporta Lužniki)

Branky Švédska: 29:49 Sture Andersson, 32:24 Mats Näslund, 34:40 Ulf Weinstock, 37:56 Bengt Lundholm, 40:40 Mats Näslund.

Branky Kanady: 12:51 Bobby Smith, 33:51 Bobby Smith, 36:26 Al McAdam.

Rozhodčí: Jim Neagles (USA) – Alexander Zagórski (POL), Anatolij Barinov (URS)

Vyloučení: 2:2 (1:0)

Diváků: 13 500
 Československo -  SSSR 	1:11 (0:4, 1:5, 0:2)
21. dubna 1979 (20:30) – Moskva (Dvorec sporta Lužniki)

Branky a nahrávky Československa: 24:59 Milan Chalupa (Milan Nový).

Branky a nahrávky SSSR: 6:26 Alexander Golikov (Sergej Makarov, Vladimir Golikov), 9:51 Sergej Makarov (Alexander Golikov), 15:31 Helmuts Balderis (Sergej Babinov, Valerij Vasiljev), 15:50 Zinetula Biljaletdinov (Vladimir Golikov, Alexander Golikov), 21:30 Viktor Žluktov, 24:28 Sergej Babinov (Valerij Charlamov, Boris Michajlov), 30:55 Sergej Kapustin (Helmuts Balderis), 35:35 Sergej Makarov (Valerij Vasiljev), 37:21 Jurij Lebeděv (Alexandr Skvorcov, Zinetula Biljaletdinov), 43:19 Sergej Makarov (Alexander Golikov, Vladimir Golikov), 49:51 Vladimir Petrov (Boris Michajlov, Valerij Charlamov).

Rozhodčí: Gregg Madill (CAN) – Robert Luther (USA), Lasse Vanhanen (FIN)

Vyloučení: 9:4 (0:4)

Diváků: 14 000
ČSSR: Jiří Králík (16. Marcel Sakáč) – Jiří Bubla, Vítězslav Ďuriš, Milan Figala, Milan Kužela, Milan Chalupa, Miroslav Dvořák – Libor Havlíček, Ivan Hlinka, Jaroslav Pouzar – Marián Šťastný, Peter Šťastný, Ladislav Svozil – Vladimír Martinec, Milan Nový, Bohuslav Ebermann – Jiří Novák, Anton Šťastný.
SSSR: Vladislav Treťjak – Gennadij Cygankov, Vladimir Lutčenko, Valerij Vasiljev, Sergej Babinov, Zinetula Biljaletdinov, Vasilij Pěrvuchin – Boris Michajlov, Vladimir Petrov, Valerij Charlamov – Helmuts Balderis, Viktor Žluktov, Sergej Kapustin – Sergej Makarov, Vladimir Golikov, Alexander Golikov – Alexandr Skvorcov, Jurij Lebeděv, Alexander Jakušev.
 Československo -  Kanada 	10:6 (4:3, 3:1, 3:2)
23. dubna 1979 (17:00) – Moskva (Dvorec sporta Lužniki)	

Branky a nahrávky Československa: 2:59 Ivan Hlinka (Jaroslav Pouzar), 4:51 Vladimír Martinec (Bohuslav Ebermann), 10:59 Bohuslav Ebermann (Vladimír Martinec), 18:05 Bohuslav Ebermann (Vladimír Martinec), 24:59 Jaroslav Pouzar, 29:57 Peter Šťastný (Marián Šťastný), 32:56 Anton Šťastný (Marián Šťastný), 45:39 Anton Šťastný (Milan Figala, Marián Šťastný), 49:59 Bohuslav Ebermann (Vladimír Martinec), 58:07 Bohuslav Ebermann (Ivan Hlinka).

Branky a nahrávky Kanady: 5:09 Trevor Johansen (Bobby Smith), 15:20 Ryan Walter (Guy Charron), 16:05 Steve Payne (Trevor Johansen), 26:10 Garry Unger, 53:39 Nick Libett (Wilf Paiement), 54:12 Al McAdam.

Rozhodčí: Karl-Gustav Kaisla (FIN) – Robert Luther (USA), László Schell (HUN)

Vyloučení: 3:3 (1:1)

Diváků: 13 500
ČSSR: Jiří Králík (17. Marcel Sakáč) – Jiří Bubla, Vítězslav Ďuriš, Milan Figala, Milan Kužela, Milan Chalupa, Miroslav Dvořák – Libor Havlíček, Ivan Hlinka, Jaroslav Pouzar – Marián Šťastný, Peter Šťastný, Anton Šťastný – Vladimír Martinec, Jiří Novák, Bohuslav Ebermann.
Kanada: Jim Rutherford (Ed Staniowski) – Dave Shand, Brad Marsh, Robert Picard, [Trevor Johansen, Rick Green, Greg Smith – Al McAdam, Bobby Smith, Steve Payne – Wayne Babych, Dale McCourt, Dennis Maruk – Garry Unger], Marcel Dionne, Nick Libett – Wilf Paiement, Guy Charron, Ryan Walter.
 SSSR -  Švédsko 	11:3 (3:0, 5:2, 3:1)
23. dubna 1979 (20:30) – Moskva (Dvorec sporta Lužniki)

Branky SSSR: 2:01 Alexander Golikov, 3:09 Boris Michajlov, 14:34 Alexander Jakušev, 23:04 Sergej Makarov, 24:02 Jurij Lebeděv, 25:32 Sergej Kapustin, 26:01 Helmuts Balderis, 32:14 Sergej Kapustin, 40:59 Viktor Žluktov, 42:25 Alexander Jakušev, 50:19 Valerij Charlamov.

Branky Švédska: 35:45 Mats Waltin, 38:36 Rolf Edberg, 46:02 Ulf Weinstock.

Rozhodčí: Gregg Madill (CAN) – Luděk Exner (TCH), Alexander Zagórski (POL), v 14:15 byl vystřídán Robertem Lutherem (USA)

Vyloučení: 5:2 (0:1) + Helmuts Balderis 5 min.

Diváků: 13 500
SSSR: Treťjak - Cygankov, Lutčenko, Vasiljev, Babinov, Biljaletdinov, Pěrvuchin - Michajlov, Petrov, Charlamov - Balderis, Žluktov, Kapustin - Makarov, V. Golikov, A. Golikov - Skvorcov, Lebeděv, Jakušev.
Švédsko: Lindbergh - Jonsson, Weinstock, Svensson, Nänsén, T. Eriksson, S. Andersson - Gustafsson, Holmgren, Näslund - Hammarström, Edberg, Labraaten - Lundqvist, Lundholm, Norberg - Wallin L. E. Eriksson - Waltin.
 Československo -  Švédsko  6:3 (2:3, 2:0, 2:0)
25. dubna 1979 (17:00) – Moskva (Dvorec sporta Lužniki)

Branky a nahrávky Československa: 4:17 Vladimír Martinec (Jiří Novák), 5:37 Anton Šťastný (Marián Šťastný), 23:59 Ivan Hlinka (Libor Havlíček, Jaroslav Pouzar), 35:47 Vladimír Martinec (Jiří Novák, Bohuslav Ebermann), 50:52 Anton Šťastný (Milan Nový), 57:09 Vladimír Martinec (Bohuslav Ebermann).

Branky a nahrávky Švédska: 3:36 Inge Hammarström, 9:07 Mats Näslund (Leif Holmgren, Bengt-Ake Gustafsson), 12:55 Rolf Edberg (Dan Labraaten).

Rozhodčí: Karl-Gustav Kaisla (FIN) – Robert Luther (USA), Anatolij Barinov (URS)

Vyloučení: 6:4 (1:1)

Diváků: 13 500
ČSSR: Marcel Sakáč – Jiří Bubla, Vítězslav Ďuriš, Milan Figala, Milan Kužela, Milan Chalupa, Miroslav Dvořák – Libor Havlíček, Ivan Hlinka, Jaroslav Pouzar – Marián Šťastný, Peter Šťastný, Anton Šťastný – Vladimír Martinec, Jiří Novák, Bohuslav Ebermann – Milan Nový.
Švédsko: Per Lindbergh – Leif Svensson, Mats Waltin, Tomas Eriksson, Sture Andersson, Tomas Jonsson, Ulf Weinstock – Inge Hammarström, Rolf Edberg, Dan Labraaten – Per Lundqvist, Lars-Erik Ericsson, Lennart Norberg – Bengt-Ake Gustafsson, Leif Holmgren, Mats Näslund - Tomas Wallin, Bengt Lundholm.
 SSSR -  Kanada 	9:2 (4:0, 3:2, 2:0)
25. dubna 1979 (20:30) – Moskva (Dvorec sporta Lužniki)

Branky SSSR: 3:53 Valerij Charlamov, 5:41 Alexander Golikov, 9:42 Sergej Makarovv, 12:54 Boris Michajlov, 23:32 Boris Michajlov, 24:57 Vladimir Petrov, 31:33 Viktor Žluktov, 41:24 Sergej Kapustin, 56:53 Sergej Makarov. 

Branky Kanady: 20:20 Garry Unger, 36:41 Ryan Walter.

Rozhodčí: Jim Neagles (USA) - Christer Karlsson (SWE), Lasse Vanhanen (FIN)

Vyloučení: 6:10 (3:1)

Diváků: 13 500
SSSR: Treťjak - Cygankov, Lutčenko, Vasiljev, Babinov, Biljaledtinov, Pěrvuchin - Michajlov, Petrov, Charlamov - Balderis, Žluktov, Kapustin - Makarov, V. Golikov, A. Golikov - Skvorcov, Lebeděv, Jakušev.
Kanada: Staniowski - Johansen, Green, Shand, Marsh, Picard - Paiement, Maruk, Walter - MacAdam, B. Smith, Payne - Babych, McCourt, Libette - Unger, Dionne, Woods.
 Kanada -  Švédsko 	6:3 (2:1, 0:1, 4:1)
27. dubna 1979 (15:00) – Moskva (Dvorec sporta Lužniki)

Branky Kanady: 12:44 Al McAdam, 17:29 Marcel Dionne, 46:05 Rick Green, 48:01 Bobby Smith, 55:08 Ryan Walter, 58:38 Bobby Smith.

Branky Švédska: 18:03 Tomas Eriksson, 39:34 Bengt-Ake Gustafsson, 56:26 Per Lundqvist.

Rozhodčí: Vladimír Šubrt (TCH) – Anatolij Barinov (URS), Lasse Vanhanen (FIN)

Vyloučení: 8:1 (1:1)

Diváků: 13 500
Kanada: Rutheford – Johansen, Green, Shand, Marsh, Picard – Babych, McCourt, Libett – Unger, Dionne, Woods – Paiement, Maruk, Walter – Al McAdam, Bobby Smith, Payne.
Švédsko: Lindberg – Jonsson, Weinstock, Håkan Eriksson, Holmgren, Näslund – Svensson, Waltin, Hammarström – Gustafsson, Labraaten, Tomas Eriksson – Andersson, Lundquist, Lundholm – Wallin.
 Československo -  SSSR 	1:6 (1:2, 0:2, 0:2)
27. dubna 1979 (18:30) – Moskva (Dvorec sporta Lužniki)

Branky a nahrávky Československa: 14:48 Ivan Hlinka (Jaroslav Pouzar).

Branky a nahrávky SSSR: 5:40 Alexander Golikov (Vasilij Pěrvuchin, Zinetula Biljaletdinov), 15:44 Valerij Charlamov, 25:56 Sergej Makarov (Jurij Lebeděv), 38:56 Sergej Kapustin (Boris Michajlov), 40:42 Vladimir Petrov (Boris Michajlov), 47:37 Valerij Charlamov (Vladimir Petrov, Zinetula Biljaletdinov).

Rozhodčí: Jim Neagles – Robert Luther (USA), Christer Karlsson (SWE)

Vyloučení: 5:7 (1:0, 0:1)

Diváků: 13 500
ČSSR: Jiří Králík – Jiří Bubla, Vítězslav Ďuriš, Milan Figala, Milan Kužela, Milan Chalupa, Miroslav Dvořák, František Kaberle – Libor Havlíček, Ivan Hlinka, Jaroslav Pouzar – Marián Šťastný, Peter Šťastný, Anton Šťastný – Vladimír Martinec, Jiří Novák, Bohuslav Ebermann – Ladislav Svozil.
SSSR: Vladislav Treťjak (Vladimir Myškin) – Irek Gimajev, Vladimir Lutčenko, Valerij Vasiljev, Sergej Babinov, Zinetula Biljaletdinov, Vasilij Pěrvuchin – Boris Michajlov, Vladimir Petrov, Valerij Charlamov – Helmuts Balderis, Viktor Žluktov, Sergej Kapustin – Sergej Makarov, Vladimir Golikov, Alexander Golikov – Alexandr Skvorcov, Jurij Lebeděv, Alexander Jakušev.

### O 5. - 8. místo
|    |        | FIN | GER | USA  | POL  | V | R | P | Skóre | B |
| 5. | Finsko | *** | 5:2 | 1:1* | 4:3  | 4 | 1 | 1 | 23:17 | 9 |
| 6. | SRN    | 3:7 | *** | 6:3  | 3:3* | 3 | 1 | 2 | 27:21 | 7 |
| 7. | USA    | 6:2 | 2:5 | ***  | 5:5  | 2 | 2 | 2 | 22:20 | 6 |
| 8. | Polsko | 2:4 | 1:8 | 1:5  | ***  | 0 | 2 | 4 | 15:29 | 2 |

- s hvězdičkou = zápasy ze základní skupiny.

 USA -  Polsko		5:5 (2:4, 3:1, 0:0)
18. dubna 1979 (17:00) – Moskva (Dvorec sporta Lužniki)

Branky USA: 0:14 Dan Bolduc, 0:39 Steve Christoff, 22:51 Joe Mullen, 32:06 Dan Bolduc, 32:42 Joe Mullen.

Branky Polska: 2:07 Leszek Tokarz, 6:30 Walenty Ziętara, 10:46 Mieczysław Jaskierski, 19:10 Mieczysław Jaskierski, 26:39 Tadeusz Obłó.

Rozhodčí: Karl-Gustav Kaisla (FIN) – Luděk Exner (TCH), Hans Bergmüller (GER)

Vyloučení: 4:3 (1:1)

Diváků: 9 000
 Finsko -  SRN 	5:2 (2:1, 0:0, 3:1)
18. dubna 1979 (20:30) – Moskva (Dvorec sporta Lužniki)

Branky Finska: 1:13 Pekka Rautakallio, 19:34 Jouni Rinne, 47:04 Seppo Repo, 47:11 Antero Lehtonen, 54:56 Pekka Marjamäki.

Branky SRN: 18:08 Holger Meitinger, 57:07 Vladimir Vacatko.

Rozhodčí: Ulf Lindgren (SWE) – Alexander Zagórski (POL), Jurij Smirnov (URS)

Vyloučení: 5:6

Diváků: 11 000
 Finsko -  Polsko		4:3 (2:3, 2:0, 0:0)
20. dubna 1979 (17:00) – Moskva (Dvorec sporta Lužniki)

Branky Finska: 13:40 Seppo Ahokainen, 16:50 Pekka Marjamäki, 27:25 Seppo Repo, 31:20 Jukka Porvari.

Branky Polska: 15:17 Jan Szeja, 17:34 Mieczysław Jaskierski, 19:34 Andrzej Zabawa.

Rozhodčí: Vladimír Šubrt (TCH) – László Schell (HUN), Jurij Smirnov (URS)

Vyloučení: 1:1

Diváků: 12 000
 SRN -  USA 	6:3 (2:2, 3:0, 1:1)
20. dubna 1979 (20:30) – Moskva (Dvorec sporta Lužniki)

Branky SRN: 15:30 Klaus Auhuber, 19:10 Holger Meitinger, 20:11 Vladimir Vacatko, 30:17 Rainer Phillipp, 35:00 Franz Reindl, 41:48 Uli Egen.

Branky USA: 1:00 Steve Christoff, 12:11 Jack Brownschilde, 52:38 Bill Baker.

Rozhodčí: Gregg Madill (CAN) – Luděk Exner (TCH), Anatolij Barinov (URS)

Vyloučení: 8:8

Diváků: 12 000
 USA -  Finsko 	6:2 (1:0, 3:2, 2:0)
22. dubna 1979 (17:00) – Moskva (Dvorec sporta Lužniki)

Branky USA: 3:11 Dan Bolduc, 28:31 Wally Olds, 37:26 Eric Strobel, 39:15 Joe Mullen, 46:28 Bob Collyard, 48:18 Eric Strobel.

Branky Finska: 31:27 Jouni Rinne, 31:59 Jukka Porvari.

Rozhodčí: Viktor Dombrovskij – Jurij Smirnov, Anatolij Barinov (URS)

Vyloučení: 5:5 (1:0)

Diváků: 12 000
 SRN -  Polsko		8:1 (1:0, 3:1, 4:0)
22. dubna 1979 (20:30) – Moskva (Dvorec sporta Lužniki)

Branky SRN: 9:56 Uli Egen, 25:55 Udo Kießling, 34:08 Marcus Kuhl, 38:38 Ignaz Berndaner, 43:54 Marcus Kuhl, 49:57 Gerd Truntschka, 56:00 Martin Hinterstocker, 56:43 Vladimir Vacatko.

Branky Polska: 37:33 Jan Szeja.

Rozhodčí: Ulf Lindgren – Christer Karlsson (SWE), Lasse Vanhanen (FIN)

Vyloučení: 6:4 (3:0) + Andrzej Iskrzycki na 5 min.

Diváků: 13 000
 USA -  Polsko		5:1 (2:1, 2:0, 1:0)
24. dubna 1979 (17:00) – Moskva (Dvorec sporta Lužniki)

Branky USA: 11:17 Joe Mullen, 16:22 Les Auge, 22:14 Bill Baker, 38:27 Eric Strobel, 56:58 Bob Collyard.

Branky Polska: 5:22 Leszek Kokoszka.

Rozhodčí: Vladimír Šubrt – Luděk Exner (TCH), László Schell (HUN)

Vyloučení: 5:5

Diváků: 12 000
 Finsko -  SRN 	7:3 (1:2, 3:1, 3:0)
24. dubna 1979 (20:30) – Moskva (Dvorec sporta Lužniki)

Branky Finska: 2:07 Juhani Tamminen, 22:21 Mikko Leinonen, 27:35 Jukka Porvari, 31:20 Seppo Repo, 51:40 Juhani Tamminen, 55:10 Matti Rautianinen, 57:49 Jouni Rinne

Branky SRN: 7:55 Hans Zach, 15:24 Gerd Truntschka, 25:06 Peter Scharf.

Rozhodčí: Viktor Dombrovskij – Jurij Smirnov, Anatolij Barinov (URS)

Vyloučení: 7:6 (2:1)

Diváků: 12 000
 Finsko -  Polsko		4:2 (3:1, 0:1, 1:0)
26. dubna 1979 (17:00) – Moskva (Dvorec sporta Lužniki)

Branky Finska: 10:04 Reijo Ruotsalainen, 17:31 Juhani Tamminen, 19:13 Jukka Porvari, 59:27 Antero Lehtonen.

Branky Polska: 5:46 Walenty Ziętara, 30:12 Henryk Janiszewski.

Rozhodčí: Ulf Lindgren (SWE) – Luděk Exner (TCH), Jurij Smirnov (URS)

Vyloučení: 3:5

Diváků: 9 000
 SRN -  USA 	5:2 (0:1, 2:1, 3:0)
26. dubna 1979 (20:30) – Moskva (Dvorec sporta Lužniki)

Branky SRN: 20:16 Rainer Phillipp, 31:32 Marcus Kuhl, 40:22 Marcus Kuhl, 57:07 Marcus Kuhl, 59:39 Marcus Kuhl.

Branky USA: 8:29 Joe Mullen, 38:05 Joe Mullen.

Rozhodčí: Gregg Medill (CAN) – Lasse Vanhanen (FIN), Laszlo Schell (HUN)

Vyloučení: 7:9 (3:0) + Don Jackson na 10 min.

Diváků: 9 000

### Mistrovství Evropy
|    |         | URS  | TCH  | SWE  | V | R | P | Skóre | B |
| 1. | SSSR    | ***  | 11:1 | 9:3* | 4 | 0 | 0 | 37:8  | 8 |
| 2. | ČSSR    | 1:6  | ***  | 3:3  | 1 | 1 | 2 | 11:23 | 3 |
| 3. | Švédsko | 3:11 | 3:6  | ***  | 0 | 1 | 3 | 12:29 | 1 |

- s hvězdičkou = zápas ze základní skupiny.

|    |        | FIN | GER | POL  | V | R | P | Skóre | B |
| 4. | Finsko | *** | 5:2 | 4:3  | 4 | 0 | 0 | 20:10 | 8 |
| 5. | SRN    | 3:7 | *** | 3:3* | 1 | 1 | 2 | 16:16 | 3 |
| 6. | Polsko | 2:4 | 1:8 | ***  | 0 | 1 | 3 | 9:19  | 1 |

- s hvězdičkou = zápas ze základní skupiny.

## Statistiky

### Nejlepší hráči podle direktoriátu IIHF
| Brankář  | Vladislav Treťjak                            |
| Obránci  | Valerij Vasiljev Jiří Bubla                  |
| Útočníci | Boris Michajlov Wilf Paiement Sergej Makarov |

### All Stars
| Brankář         | Vladislav Treťjak |
| Levý obránce    | Jiří Bubla        |
| Pravý obránce   | Valerij Vasiljev  |
| Levé křídlo     | Valerij Charlamov |
| Střední útočník | Vladimir Petrov   |
| Pravé křídlo    | Boris Michajlov   |

### Kanadské bodování
| Poř. | Kanadské bodování | Branky | Přihrávky | Body |
| ---- | ----------------- | ------ | --------- | ---- |
| 1.   | Vladimir Petrov   | 7      | 8         | 15   |
| 2.   | Valerij Charlamov | 7      | 7         | 14   |
| 3.   | Sergej Makarov    | 8      | 4         | 12   |
| 4.   | Alexandr Golikov  | 5      | 7         | 12   |
| 5.   | Boris Michajlov   | 4      | 8         | 12   |
| 6.   | Marcus Kuhl       | 6      | 5         | 11   |
| 7.   | Bohuslav Ebermann | 5      | 4         | 9    |
| 8.   | Ivan Hlinka       | 4      | 5         | 9    |
| 8.   | Helmuts Balderis  | 4      | 5         | 9    |
| 10.  | Joe Mullen        | 7      | 1         | 8    |

### Soupiska SSSR
1.  SSSR

Brankáři: Vladislav Treťjak, Vladimir Myškin.

Obránci: Valerij Vasiljev, Vasilij Pěrvuchin, Zinetula Biljaletdinov, Vladimir Lutčenko, Sergej Babinov, Gennadij Cygankov, Irek Gimajev, Sergej Starikov.

Útočníci: Boris Michajlov, Vladimir Petrov, Valerij Charlamov, Viktor Žluktov, Sergej Kapustin, Helmuts Balderis, Alexander Golikov, Vladimir Golikov, Sergej Makarov, Alexander Jakušev, Alexandr Skvorcov, Jurij Lebeděv.

Trenéři: Viktor Tichonov, Vladimir Jurzinov.

### Soupiska Československa
2.  Československo

Brankáři: Jiří Králík, Marcel Sakáč.

Obránci: Milan Figala, Vítězslav Ďuriš, Milan Chalupa, Jozef Bukovinský, Milan Kužela, František Kaberle, Jiří Bubla, Miroslav Dvořák.

Útočníci: Milan Nový, Vladimír Martinec, Jiří Novák, Ladislav Svozil, Miroslav Fryčer, Marián Šťastný, Anton Šťastný,  – Ivan Hlinka, Libor Havlíček, Jaroslav Pouzar, Bohuslav Ebermann, Peter Šťastný.

Trenéři: Karel Gut, Ján Starší.

### Soupiska Švédska
3.  Švédsko

Brankáři: Sune Ödling, Per Lindbergh.

Obránci: Tomas Jonsson, Sture Andersson, Ulf Weinstock, Leif Svensson, Mats Waltin, Thomas Eriksson, Tord Nänsén.

Útočníci: Roger Lindström, Per Lundqvist, Rolf Edberg, Bengt-Åke Gustafsson, Mats Näslund, Lennart Norberg, Bengt Lundholm, Leif Holmgren, Lars-Erik Ericsson, Dan Labraaten, Inge Hammarström, Håkan Eriksson, Tomas Wallin.

Trenéři: Tommy Sandlin, Jan Eric Nilsson.

### Soupiska Kanady
4.  Kanada

Brankáři: Jim Rutherford, Ed Staniowski.

Obránci: Brad Marsh, Rick Green, Trevor Johansen, Brad Maxwell, David Shand, Greg Smith, Robert Picard.

Útočníci: Garry Unger, Wayne Babych, Wilf Paiement, Dale McCourt, Bobby Smith, Ryan Walter, Nick Libett, Guy Charron, Paul Woods, Marcel Dionne, Dennis Maruk, Al MacAdam, Steve Payne.

Trenéři: Marshall Johnstone, André Boudrias.

### Soupiska Finska
5.  Finsko

Brankáři: Antero Kivela, Jorma Valtonen.

Obránci: Pekka Rautakallio, Timo Nummelin, Pertti Valkeapää, Reijo Ruotsalainen, Hannu Haapalainen, Pekka Marjamäki, Kari Eloranta, Lasse Litma.

Útočníci: Tapio Koskinen, Antero Lehtonen, Jouni Rinne, Mikko Leinonen, Juhani Tamminen, Jukka Koskilahti, Velli Matti Ruisma, Seppo Repo, Seppo Ahokainen, Matti Rautianinen, Jukka Porvari, Pertti Koivulahti.

Trenéři: Kalevi Numminen, Kaj Matalamyaki.

### Soupiska SRN
6.  SRN

Brankáři: Sigmund Suttner, Erich Weisshaupt.

Obránci: Udo Kießling, Ignaz Berndaner, Robert Murray, Klaus Auhuber, Harald Krüll, Peter Scharf, Dieter Medicus, Harald Kreis.

Útočníci: Rainer Phillipp, Hermann Hinterstocker, Franz Reindl, Vladimir Vacatko, Martin Hinterstocker, Marcus Kuhl, Hans Zach, Uli Egen, Hubert Müller, Gerd Truntschka, Holger Meitinger, Lorenz Funk.

Trenér: Hans Rampf.

### Soupiska USA
7.  USA

Brankáři: Jim Warden, Jim Craig.

Obránci: Jack Brownschidle, Don Jackson, Les Auge, Jim Korn, Bill Baker, Wally Olds, Jack O'Callahan.

Útočníci: Rob McClanahan, Mark Johnson, Steve Christoff, Bob Collyard, Phil Verchota, Dan Bolduc, Craig Patrick, Craig Sarner, Curt Bennett, Eric Strobel, Steve Jensen, Joe Mullen, Ralph Cox.

Trenér: Herb Brooks.

### Soupiska Polska
8.   Polsko

Brankáři: Henryk Wojtynek, Henryk Buk.

Obránci: Andrzej Słowakiewicz, Andrzej Iskrzycki, Henryk Janiszewski, Henryk Gruth, Andrzej Jańczy, Jerzy Potz, Andrzej Chowaniec, Marek Marcinczak.

Útočníci: Stefan Chowaniec, Wiesław Jobczyk, Tadeusz Obłój, Walenty Ziętara, Leszek Kokoszka, Jan Szeja, Andrzej Zabawa, Henryk Pytel, Mieczysław Jaskierski, Leszek Tokarz, Andrzej Malysiak, Jan Piecko.

Trenér: Slavomír Bartoň (TCH).

### Rozhodčí
| Hlavní - Viktor Dombrovskij - Wilhelm Edelmann - Karl-Gustav Kaisla - Ulf Lindgren - Gregg Madill - Jim Neagles - Vladimír Šubrt | Čárový - Anatolij Barinov - Hans Bergmüller - Christer Carlsson - Luděk Exner - Robert Luther - László Schell - Jurij Smirnov - Lasse Vanhanen - Alexander Zagorski |

## MS Skupina B

### Skupina A
|    |          | GDR  | ROM | AUT | DEN | HUN  | V | R | P | Skóre | B |
| 1. | NDR      | ***  | 4:3 | 7:0 | 9:1 | 10:2 | 4 | 0 | 0 | 30:6  | 8 |
| 2. | Rumunsko | 3:4  | *** | 7:7 | 4:1 | 8:4  | 2 | 1 | 1 | 22:16 | 5 |
| 3. | Rakousko | 0:7  | 7:7 | *** | 4:3 | 4:3  | 2 | 1 | 1 | 15:20 | 5 |
| 4. | Dánsko   | 1:9  | 1:4 | 3:4 | *** | 3:1  | 1 | 0 | 3 | 8:18  | 2 |
| 5. | Maďarsko | 2:10 | 4:8 | 3:4 | 1:3 | ***  | 0 | 0 | 4 | 10:25 | 0 |

 Maďarsko -  NDR 2:10 (1:5, 1:3, 0:2)
16. března 1979 – Galati
 Rumunsko -  Rakousko 7:7 (3:1, 1:3, 3:3)
16. března 1979 – Galati
 Rakousko -  Maďarsko 4:3 (0:2, 0:1, 4:0)
17. března 1979 – Galati
 Dánsko -  NDR 1:9 (0:2, 1:5, 0:2)
17. března 1979 – Galati
 Dánsko -  Rumunsko 1:4 (0:1, 1:2, 0:1)
18. března 1979 – Galati
 Rumunsko -  Maďarsko 8:4 (6:1, 1:3, 1:0)
19. března 1979 – Galati
 NDR -  Rakousko 7:0 (5:0, 2:0, 0:0)
19. března 1979 – Galati
 Maďarsko -  Dánsko 1:3 (0:1, 1:0, 0:2)
20. března 1979 – Galati
 Rakousko -  Dánsko 4:3 (2:1, 1:0, 1:2)
21. března 1979 – Galati
 NDR -  Rumunsko 4:3 (2:2, 2:0, 0:1)
21. března 1979 – Galati

### Skupina B
|    |            | NED  | NOR | SUI | JPN | CHN  | V | R | P | Skóre | B |
| 1. | Nizozemsko | ***  | 8:1 | 5:2 | 6:5 | 10:0 | 4 | 0 | 0 | 29:8  | 8 |
| 2. | Norsko     | 1:8  | *** | 5:1 | 4:3 | 6:1  | 3 | 0 | 1 | 16:13 | 6 |
| 3. | Švýcarsko  | 2:5  | 1:5 | *** | 4:3 | 6:4  | 2 | 0 | 2 | 13:17 | 4 |
| 4. | Japonsko   | 5:6  | 3:4 | 3:4 | *** | 9:3  | 1 | 0 | 3 | 20:17 | 2 |
| 5. | Čína       | 0:10 | 1:6 | 4:6 | 3:9 | ***  | 0 | 0 | 4 | 8:31  | 0 |

 Norsko -  Švýcarsko 5:1 (3:0, 1:1, 1:0)
16. března 1979 – Galati
 Japonsko -  Nizozemsko 5:6 (2:2, 2:2, 1:2)
16. března 1979 – Galati
 Nizozemsko -  Norsko 8:1 (2:0, 2:1, 4:0)
17. března 1979 – Galati
 Čína -  Švýcarsko 4:6 (1:3, 2:1, 1:2)
17. března 1979 – Galati
 Čína -  Japonsko 3:9 (1:3, 1:4, 1:2)
18. března 1979 – Galati
 Japonsko -  Norsko 3:4 (1:0, 2:3, 0:1)
19. března 1979 – Galati
 Švýcarsko -  Nizozemsko 2:5 (0:1, 1:1, 1:3)
19. března 1979 – Galati
 Norsko -  Čína 6:1 (1:1, 0:0, 5:0)
20. března 1979 – Galati
 Nizozemsko -  Čína 10:0 (0:0, 3:0, 7:0)
21. března 1979 – Galati
 Švýcarsko -  Japonsko 4:3 (0:1, 4:1, 0:1)
21. března 1979 – Galati

### Finále
|    |            | NED  | GDR  | ROM  | NOR  | V | R | P | Skóre | B |
| 1. | Nizozemsko | ***  | 4:3  | 3:2  | 8:1* | 3 | 0 | 0 | 15:6  | 6 |
| 2. | NDR        | 3:4  | ***  | 4:3* | 9:2  | 2 | 0 | 1 | 16:9  | 4 |
| 3. | Rumunsko   | 2:3  | 3:4* | ***  | 3:2  | 1 | 0 | 2 | 8:9   | 2 |
| 4. | Norsko     | 1:8* | 2:9  | 2:3  | ***  | 0 | 0 | 3 | 5:20  | 0 |

- s hvězdičkou = zápasy ze základní skupiny.

 NDR -  Norsko 9:2 (2:1, 2:1, 5:0)
23. března 1979 – Galati
 Rumunsko -  Nizozemsko 2:3 (1:0, 1:3, 0:0)
23. března 1979 – Galati
 Nizozemsko -  NDR 4:3 (0:2, 1:1, 3:0)
24. března 1979 – Galati
 Norsko -  Rumunsko 2:3 (0:1, 1:1, 1:1)
24. března 1979 – Galati

### O 5. - 8. místo
|    |           | SUI  | JPN  | AUT  | DEN  | V | R | P | Skóre | B |
| 5. | Švýcarsko | ***  | 4:3* | 7:2  | 3:1  | 3 | 0 | 0 | 14:6  | 6 |
| 6. | Japonsko  | 3:4* | ***  | 3:2  | 11:4 | 2 | 0 | 1 | 17:10 | 4 |
| 7. | Rakousko  | 2:7  | 2:3  | ***  | 4:3* | 1 | 0 | 2 | 8:13  | 2 |
| 8. | Dánsko    | 1:3  | 4:11 | 3:4* | ***  | 0 | 0 | 3 | 8:18  | 0 |

- s hvězdičkou = zápasy ze základní skupiny.

 Švýcarsko -  Dánsko 3:1 (0:1, 1:0, 2:0)
23. března 1979 – Galati
 Japonsko -  Rakousko 3:2 (1:1, 1:1, 1:0)
23. března 1979 – Galati
 Dánsko -  Japonsko 4:11 (2:5, 0:6, 2:0)
24. března 1979 – Galati
 Rakousko -  Švýcarsko 2:7 (2:1, 0:4, 0:2)
24. března 1979 – Galati

## MS Skupina C
|    |                | YUG  | ITA  | FRA  | BUL  | ESP  | GBR  | KOR  | AUS  | V | R | P | Skóre | B  |
| 1. | Jugoslávie     | ***  | 4:2  | 7:5  | 7:1  | 16:1 | 21:1 | 18:0 | 10:0 | 7 | 0 | 0 | 83:10 | 14 |
| 2. | Itálie         | 2:4  | ***  | 9:4  | 8:4  | 10:1 | 12:0 | 11:0 | 12:4 | 6 | 0 | 1 | 64:17 | 12 |
| 3. | Francie        | 5:7  | 4:9  | ***  | 3:0  | 8:2  | 15:3 | 15:3 | 9:3  | 5 | 0 | 2 | 59:27 | 10 |
| 4. | Bulharsko      | 1:7  | 4:8  | 0:3  | ***  | 5:4  | 4:2  | 10:3 | 11:1 | 4 | 0 | 3 | 35:28 | 8  |
| 5. | Španělsko      | 1:16 | 1:10 | 2:8  | 4:5  | ***  | 4:6  | 7:1  | 6:2  | 2 | 0 | 5 | 25:48 | 4  |
| 6. | Velká Británie | 1:21 | 0:12 | 3:15 | 2:4  | 6:4  | ***  | 6:9  | 5:3  | 2 | 0 | 5 | 23:68 | 4  |
| 7. | Jižní Korea    | 0:18 | 0:11 | 3:15 | 3:10 | 1:7  | 9:6  | ***  | 0:0  | 1 | 1 | 5 | 16:67 | 3  |
| 8. | Austrálie      | 0:10 | 4:12 | 3:9  | 1:11 | 2:6  | 3:5  | 0:0  | ***  | 0 | 1 | 6 | 13:53 | 1  |

 Španělsko -  Jižní Korea 7:1 (2:1, 1:0, 4:0)
16. března 1979 – Barcelona
 Bulharsko -  Francie 0:3 (0:1, 0:0, 0:2)
16. března 1979 – Barcelona
 Velká Británie -  Itálie 0:12 (0:3, 0:4, 0:5)
16. března 1979 – Barcelona
 Austrálie -  Jugoslávie 0:10 (0:1, 0:6, 0:3)
16. března 1979 – Barcelona
 Austrálie -  Itálie 4:12 (1:3, 0:6, 3:3)
17. března 1979 – Barcelona
 Francie -  Jugoslávie 5:7 (1:2, 2:4, 2:1)
18. března 1979 – Barcelona
 Jižní Korea -  Velká Británie 6:9 (2:2, 3:4, 1:3)
17. března 1979 – Barcelona
 Bulharsko -  Španělsko 5:4 (2:2, 2:0, 1:2)
18. března 1979 – Barcelona
 Francie -  Austrálie 9:3 (3:1, 2:1, 4:1)
19. března 1979 – Barcelona
 Velká Británie -  Bulharsko 2:4 (1:2, 0:1, 1:1)
19. března 1979 – Barcelona
 Jugoslávie -  Jižní Korea 18:0 (10:0, 5:0, 3:0)
19. března 1979 – Barcelona
 Španělsko -  Itálie 1:10 (0:3, 1:4, 0:3)
19. března 1979 – Barcelona
 Austrálie -  Velká Británie 3:5 (0:3, 3:1, 0:1)
20. března 1979 – Barcelona
 Itálie -  Jižní Korea 11:0 (2:0, 4:0, 5:0)
20. března 1979 – Barcelona
 Bulharsko -  Jugoslávie 1:7 (0:4, 0:1, 1:2)
21. března 1979 – Barcelona
 Francie -  Španělsko 8:2 (5:0, 2:1, 1:1)
21. března 1979 – Barcelona
 Jižní Korea -  Austrálie 0:0
22. března 1979 – Barcelona
 Itálie -  Bulharsko 8:4 (2:2, 2:1, 4:1)
22. března 1979 – Barcelona
 Velká Británie -  Francie 3:15 (0:4, 0:9, 3:2)
22. března 1979 – Barcelona
 Jugoslávie -  Španělsko 16:1 (10:0, 0:1, 6:0)
22. března 1979 – Barcelona
 Španělsko -  Velká Británie 4:6 (3:0, 0:3, 1:3)
24. března 1979 – Barcelona
 Jugoslávie -  Itálie 4:2 (0:0, 3:1, 1:1)
24. března 1979 – Barcelona
 Jižní Korea -  Francie 3:15 (0:3, 2:7, 1:5)
24. března 1979 – Barcelona
 Austrálie -  Bulharsko 1:11 (1:2, 0:4, 0:5)
24. března 1979 – Barcelona
 Velká Británie -  Jugoslávie 1:21 (0:6, 0:9, 1:6)
25. března 1979 – Barcelona
 Francie -  Itálie 4:9 (0:3, 1:4, 3:2)
25. března 1979 – Barcelona
 Jižní Korea -  Bulharsko 3:10 (0:3, 1:1, 2:6)
25. března 1979 – Barcelona
 Španělsko -  Austrálie 6:2 (3:1, 2:1, 1:0)
25. března 1979 – Barcelona